# Bom
För andra betydelser, se Bom (olika betydelser).
- • 1. – bom
- • 2. – mast
- • 3. – segel
- • 4. – skothorn
- • 5. – halshorn
- • 6. – bomtapp (bombeslag)
- • 7. – bomtravare (bombeslag)
- • 8. – bomskena (bombeslag)
- • 9. – uthal
- • 10. – storskottalja
- • 11. – halstalja
- • 12. – kicktalja
- • 13. – storskotblock

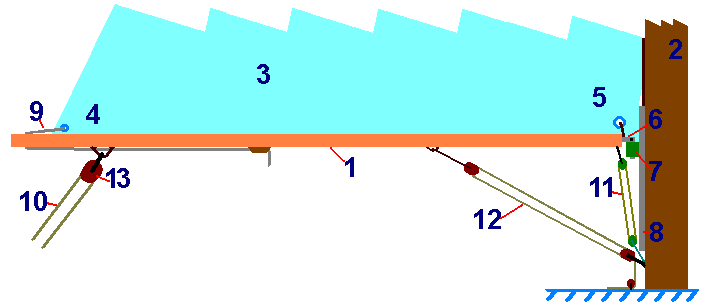

Bom är en stång (ett rundhult), som tjänar att spänna ut den undre delen av ett segel. Bommar används till många snedsegel och till underledseglen (waterbom).
De äldre bommarna var tillverkade av trä, de kunde vara massiva eller ihåliga. En modern bom är ihålig och vanligen tillverkad av aluminium, glasfiber eller kolfiberarmerad polyester.
Bommen får alltid namn efter det segel den tillhör, till exempel mesanbom och spinnakerbom.
De segel vilkas underkant fästs vid (litsas till) eller halas ut till en bom kallas bomsegel. Bommens och seglets vinkel mot vinden regleras med skot, bomskot. Bommens yttre ända hålls uppe med en dirk.
En spinnakerbom håller ut spinnakerns gajhorn i lovart.
En spirbom kan hålla ut ett stagsegel, så som en fock, vid läns eller öppen slör.